# Tom Luddy
Tom Luddy est un producteur de cinéma américain, né le 4 juin 1943 à New York et mort le 13 février 2023 à Berkeley.

## Biographie
Après des études de physique et de littérature à l'université de Californie à Berkeley, Tom Luddy devient programmateur de la Pacifiq Film Archive. Cofondateur du festival du film de Telluride en 1974, « il fut le bras droit de Francis Ford Coppola, le sherpa de Jean-Luc Godard lors des expéditions américaines du réalisateur d’À bout de souffle, un archiviste hors pair, le producteur de Paul Schrader et de Barbet Schroeder ».

## Filmographie partielle
- 1985 : Mishima de Paul Schrader
- 1987 : Les vrais durs ne dansent pas de Norman Mailer
- 1987 : Barfly de Barbet Schroeder
- 1992 : Wind de Carroll Ballard
- 1994 : Le Jardin secret d'Agnieszka Holland